# 富山能楽堂
富山能楽堂（とやまのうがくどう）は、富山県富山市友杉に所在する能楽堂である。

## 概要
富山市南部の富山市南総合公園内にある、富山市が設置・運営する能楽や狂言、邦楽などの伝統的な芸術文化の保存と、文化の振興に資することを目的とする、鉄筋鉄骨コンクリート造り地上1階地下1階の施設で、能楽堂と茶室で構成される。

## 施設

### 能楽堂
- 能舞台（本舞台・後座・地謡座） – 入母屋造のこけら葺屋根 (65m2)
- 橋掛かり – 長さ 9.58m〜10.01m、巾 2.4m (23m2)
- 鏡の間 (30m2)
- 溜の間 (39m2)
- 見所（観客席）400席
  - 正面 128席、中正面 157席、脇正面 90席、桟敷席 25人
- 練習舞台 (35m2)
- 楽屋 1・2・3（和室 各12畳）
- 玄関広間
- 作り物倉庫

### 茶室
- 茶室 4.5畳・水屋、12畳・18畳・入側、
- 立礼席 (24m2)
- 茶室玄関、寄付
- 道具庫

### その他
- 庭園 – 庭園 (700m2)、中庭 (60m2)
- 事務室

### 施設情報
- 開館時間 : 9時 - 21時
- 休館日 : 毎週火曜日（祝日の場合は翌日）、年末年始

## 沿革
- 1985年（昭和60年）7月 – 起工
- 1987年（昭和62年）4月 – 竣工・開館

## 周辺施設
- 富山市南総合公園
  - 富山市体育文化センター
- 富山産業展示館（テクノホール）
- 富山県国際健康プラザ（とやま健康パーク）
  - 富山県立イタイイタイ病資料館
- 富山きときと空港
- 富山県総合体育センター
- 富山県総合運動公園

## 交通アクセス
- 富山地方鉄道バス
  - 総合運動公園行き 能楽堂前バス亭下車 徒歩約1分（とやま健康パーク経由のみ停車）
  - 総合運動公園行き・成子経由八尾行き 富山産業展示館（テクノホール）口バス亭下車 徒歩約10分
- 西日本旅客鉄道（JR西日本）・あいの風とやま鉄道富山駅よりタクシーで 約25分
- 北陸自動車道 富山ICより車で 約10分